# سووت اینگلیش (آیووا)

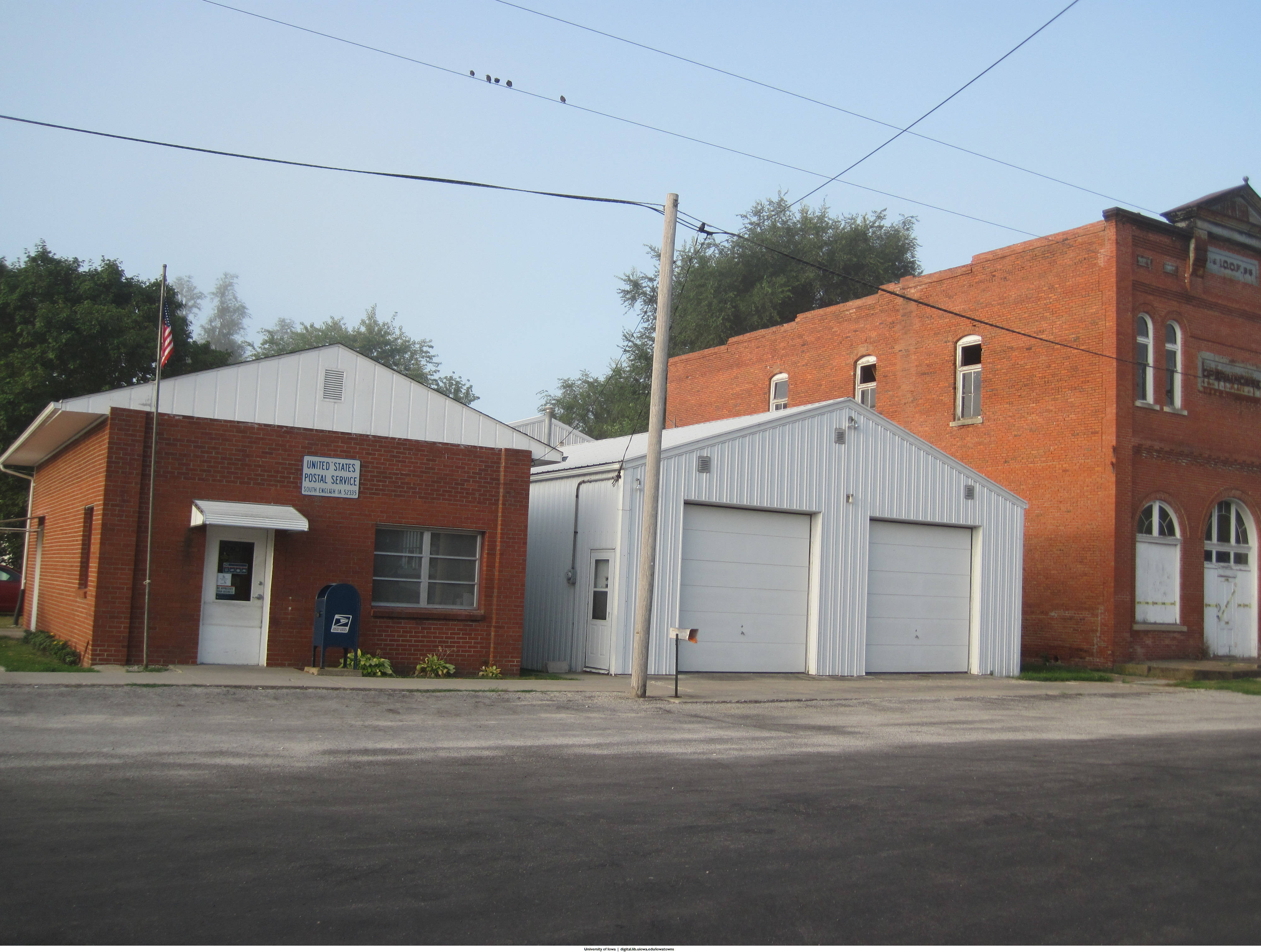

سووت اینگلیش (به انگلیسی: South English) شهری در ایالت آیووا کشور ایالات متحده آمریکا است که جمعیت آن در سرشماری سال ۲۰۱۰ میلادی، ۲۱۲ نفر بوده‌است.